# معركة كولين
مَعركة كولين هي معركة نشبت بين الجيش البروسي بقيادة فريدريك الكبير والجيش النمساوي بقيادة الكونت فون داون قرب مدينة كولين في 18 يونيو 1757 خلال حرب السنوات السبع. مني الجيش البروسي بالهزيمة وفقد 14,000 من رجاله بين قتيل وجريح، كانت تلك الهزيمة أولى هزائم فريدريك في هذه الحرب. وأجبرته على التخلي عن زحفه إلى فيينا، ورفع حصاره عن براغ.
اعتُبرت معركة نقطة تحول حاسمة في الصراع بين بروسيا والنمسا. بعد انتصاره في معركة براغ، حاول فريدريك الكبير استغلال تفوقه العسكري عبر التوجه جنوبًا لمهاجمة القوات النمساوية بقيادة فون داون قرب بلدة كولين. اعتمد فريدريك على خطة هجومية مبنية على الالتفاف لضرب الجناح الأيسر النمساوي، إلا أن هذه الخطة فشلت بسبب قوة الدفاع النمساوي، وضعف التنسيق بين القوات البروسية، وصعوبة التضاريس.

## النتائج
أسفرت المعركة عن خسائر فادحة للبروسيين، حيث قُدرت بحوالي 14,000 جندي، ما دفع فريدريك إلى التراجع ورفع الحصار عن براغ. هذا الانتصار أعاد الثقة للجيش النمساوي وأعاق التوسع البروسي في بوهيميا، كما مثّل أول هزيمة كبرى لفريدريك، موجهًا ضربة لمكانته العسكرية. أظهرت المعركة أن القيادة الدفاعية الفعالة والتخطيط الاستراتيجي يمكن أن يُرجّح كفة الطرف الأضعف عدديًا، مما جعل كولين واحدة من أبرز المعارك التي أثرت في مسار الحروب وتوازن القوى في أوروبا.